# マクジョージ・バンディ
マクジョージ「マック」バンディ（McGeorge "Mac" Bundy, 1919年3月30日 - 1996年9月16日）はアメリカの政治学者。ケネディ政権、ジョンソン政権の国家安全保障問題担当大統領補佐官（1961年 - 1966年）を務めた。後に賢人会議のメンバー（1966 - 1968年）、フォード財団理事長（1966 - 1979年）を務めた。ケネディ政権で国防次官補、ジョンソン政権で国務次官補を務めたウィリアム・P・バンディは実兄である。

## 経歴
バンディはマサチューセッツ州ボストンの長い間政治と関わりのあった家庭に生まれた。彼の母、キャスリーン・ローレンス・プットナムはボストン・ブラーミン（カースト最上級のバラモンの意）と通称されるマサチューセッツの名門家庭の子供であり、彼の父、ハーヴェイ・ホリスター・バンディはミシガン州グランドラピッズ出身で、ヘンリー・スティムソン陸軍長官の特別補佐官を務め、マーシャル・プランの実施に関わった外交官であった。彼は米国聖公会の寄宿学校グロートン・スクールに通い、イェール大学で学んだ。
ハーヴァード大学で教授を務め、1953年には同大学で最年少（34歳）の教養学部長となった。1961年から彼は国家安全保障問題担当大統領補佐官としてケネディ政権に参画した。彼はケネディ政権内の賢人として、ピッグス湾事件、キューバ危機、ベトナム戦争などアメリカの安全保障政策に深く関わった。後にジョンソン政権下で、トンキン湾事件後にヴェトナムでの直接軍事行動開始を提言したが、ほかのケネディ政権からのメンバー同様この戦争に対して懐疑的になり、1966年に国家安全保障担当大統領補佐官を辞任、フォード財団理事長に就任する。同財団理事長を1979年まで務め、それから1989年までニューヨーク大学で歴史学の教授であった。
1991年、雑誌への寄稿にて、原爆投下の必要性には疑問が残るとしつつ、真珠湾攻撃から始まった戦争に終止符を打つという歴史的使命があったとも述べている。
1996年、心臓発作により77歳で死去。
1954年、アメリカ芸術科学アカデミーのメンバーに選ばれている。

## 家族
- 父・ハーヴェイ・ホリスター・バンディ ‐ 外交官。その父も祖父も法律家。
- 母・キャスリーン・プットナム ‐ 実家のローウェル家は最初期に英国から米国に入植した元商人の一族で、ボストン・バラモンと呼ばれるボストンの上流階級60家のひとつ。法律家、政治家を輩出し、代々ハーバード大学を支援した。キャスリンの両親もともにローウェル一族の出身で遠縁婚。
- 母方大伯父・パーシヴァル・ローウェル ‐ 天文学者
- 母方大伯父・アボット・ローレンス・ローウェル ‐ ハーバード大学学長
- 母方大叔母・エイミー・ローウェル ‐ ピューリッツァ賞詩人
- 兄・ウィリアム・P・バンディ ‐ 国務次官補